# 작은지혜나무
작은 지혜나무(중국어: 小小智慧树, 병음: xiaoxiǎozhìhuìshù)는 중국중앙텔레비전 CCTV-14에서 2008년 6월 6일 부터 현재 지금까지도 방영하고 있는 1~3세의 미취학 아동들을 위한 어린이 TV 프로그램이다.

## 구성
- 《영어를 배우다》
- 《인식》
- 《노래 시간》
- 《펭펭은 이야기를 전한다》
- 《너는 정말 대단해!》

## 주요 등장 인물
- 샤오두두(小嘟嘟)

```
생년월일: 2008년 6월 6일
좋아하는 과일 : 포도
좋아하는 음식 : 콜라 치킨윙
좋아하는 사람 : 엄마, 아빠
가장 친한 친구: 토토 , 펑펑 , 샤오구동
좋아하는 장소 : 작은 지혜나무 안의 호박방
```

```
상징색은 보라색이다. 여자아이로 목소리가 귀여우며, 말하고, 노래하고,춤을 추고,연기도 할 수 있다.
작은 지혜나무의 귀염둥이중 2세이다. 아기같은 목소리와 인지적인 노래를 좋아한다.
좋아하는 노래는 인지노래 및 "사랑해요"
```

- 토토(托托)

```
 생년월일: 2008년 6월 6일
 좋아하는 과일 : 사과
좋아하는 음식 : 만두
좋아하는 사람 : 엄마, 아빠
가장 친한 친구: 샤오두두, 펭펭
좋아하는 장소 : 작은 지혜나무 안의 호박방
```

```
상징색은 녹색이다. 작은 지혜나무의 멋쟁이중 4세아이다. 성별은 남자로 보인다.
펭펭과 노는 것을 좋아하며, 샤오두두와도 노는것을 좋아한다.
멋쟁이 남자아이 같은 목소리와 사과를 좋아한다. 아이들과 노는 것도 좋아한다.
```

- 펭펭(朋朋)

```
 생년월일: 2008년 6월 6일
좋아하는 과일 : 야채와과일
좋아하는 음식 : 햄버거
좋아하는 사람 : 모든 어린이 들
가장 친한 친구: 샤오두두, 토토
특기: 스토리텔링
```

```
상징색은 노랑색이다. 작은지혜나무 중 20대 중반 정도 되는 나이. 성별은 남자.
특기는 조용히 스토리텔링 하는것을 좋아하며 모든 어린이를 좋아한다.
채소와 과일을 좋아하며 아이들에게 동화책을 읽어주는 것을 좋아한다.
멋쟁이 남성 같은데다 지혜의 작은 책을 좋아한다.
```

## 그 외
작은지혜나무 일부 동요들이 트윈스(Twins)의 영어동요를 개사를한듯,
일부노래에서 트윈스(Twins)의 동요 반주 사운드가 사용되기도 한다.
자매 프로그램은 2003년 12월 28일에 방영한 지혜나무(智慧树) 가 있다 (작은지혜나무처럼 3명의 색깔요정들이 아닌 분홍색 사자 캐릭터이다.)
- 작은지혜나무 - 공식 웹사이트